# هسا آذرخش
آذَرَخش نامیست که در ایران برای دست‌کم سه و شاید چهار نوع طرح هواپیمای متفاوت استفاده شده است. یک یا چند مدل از هواپیماهایی که با نام جنگندهٔ آذرخش معرفی شده‌اند به روش مهندسی معکوس بر روی جنگنده اف-۵ ساخته شده‌اند.
کاربرد بی‌قاعده نام آذرخش برای طرح‌های متفاوت و سیاست ایران در مورد اعلام نکردن مشخصات سلاح‌های خود باعث ابهامات زیادی در مورد جنگنده آذرخش شده است. هیچ‌یک از این هواپیماها به مرحله تولید انبوه نرسیده‌اند.

## تاریخچه
در بهار ۱۳۷۶ سرتیپ آراسته جانشین رئیس ستاد مشترک ارتش جمهوری اسلامی اعلام کرد که ایران نخستین جنگندهٔ خود را طراحی، تولید و آزمایش کرده است. بر اساس یک فرضیه این هواپیما با کنار هم قرار دادن قطعات جنگنده‌های مختلف ساخته شده و تقریباً نوعی اف-۵ اصلاح‌شده بوده است. از نظر ظاهری دماغهٔ آذرخش ۱۷ سانتی‌متر طویل‌تر شده بود تا با رادار جدیدی که برای آن تولید شده بود مطابقت داشته باشد. این رادار از قطعات و تکنولوژی ایرانی استفاده کرده و بر اساس رادار روسی Kopjo طراحی شده بود. این هواپیما در واقع برای اثبات فرضیهٔ طراحی و نمایش توانایی مهندسی معکوس ساخته شده بود و نه به عنوان یک هواپیمای عملیاتی. سرتیپ آراسته در آن زمان اعلام کرده بود که تولید انبوه جنگندهٔ آذرخش در آینده نزدیک شروع خواهد شد. مقامات ایرانی هم در شهریور ۷۶ از تولید انبوه نخستین جنگنده-بمب‌افکن تولید داخل خبر دادند. در زمستان ۱۳۷۷ هم سرتیپ حبیب بقایی در گزارشی در مورد توانایی‌های نظامی ایران ساخت جنگندهٔ آذرخش و هواپیمای آموزشی تندر را از دستاوردهای نیروی هوایی ایران برشمرد.
در سال ۱۳۷۸ مجدداً خبر آغاز تولید انبوه آذرخش اعلام شد اما در سال ۱۳۷۹ اعلام شد تولید انبوه در سال ۱۳۸۰ آغاز خواهد شد. در میانه‌های سال ۱۳۸۰ اعلام شد که آزمایش‌های عملیاتی بر روی چهار فروند هواپیما در حال انجام است و قرار است سالانه ده فروند جنگنده آذرخش و در مجموع ۳۰ تا ۵۰ فروند تولید شود. در سال ۱۳۸۰ گزارش شد که ۶ فروند از این هواپیما تولید شده و قرار است در سه سال آینده ۳۰ فروند دیگر تولید شود. این اتفاق نیفتاد و ۶ تا ۹ فروند آذرخش تولید شدند که وضعیت کاربرد عملیاتی آن‌ها روشن نیست. در سال ۱۳۸۷ هم سه فروند جنگندهٔ آذرخش (که احتمالاً از همان ۶ فروند تولید شده تا سال ۱۳۸۰ بودند) در تهران به نمایش گذاشته شدند. نیروی هوایی ارتش ایران در نهایت پروژه مهندسی معکوس جنگندهٔ اف-۵ئی را رها کرد در حالی که صنایع اوج و دانشگاه شهید ستاری هم جنگندهٔ مشابهی را با نام صاعقهٔ-۸۰ ساخته و در سال ۱۳۸۳ اولین پرواز آزمایشی آن را انجام دادند. صاعقهٔ-۸۰ بعداً به آذرخش-۲ و سپس به جنگنده صاعقه معروف شد.
در مارس ۲۰۰۰ هفته‌نامهٔ جینز دیفنس گزارش داد که جنگندهٔ آذرخش که در گذشته تصور می‌شد با سر هم‌بندی قطعات جنگنده‌های روسی و چینی موجود در ایران ساخته شده باشد در واقع یک نمونهٔ بزرگتر شدهٔ اف-۵اف نورتروپ گرومان با اویونیک روسی است. به گزارش این هفته‌نامه به نقل از منابع ایرانی خود این جنگندهٔ دوسرنشینهٔ چندمنظوره ۱۰ تا ۱۵ درصد بزرگتر از اف-۵اف است و در درجهٔ اول برای مأموریت‌های هوابه‌زمین ساخته شده است. به نوشتهٔ این هفته‌نامه تا آن زمان فقط چهار نمونه از این جنگنده تولید شده بود. بر اساس این گزارش‌ها این جنگنده از یک رادار ایرانی استفاده کرده که به نظر می‌رسد مدل بهینه‌شده‌ای از رادار ان-۱۰۹ توپاز باشد. نیروی آن نیز با استفاده از دو موتور روسی آردی۳۳ کلیموف (مشابه موتور میگ-۲۹) تأمین می‌شود. به نظر می‌رسد که این جنگنده فقط بر روی کاغذ طراحی شده باشد چراکه هیچ وقت در معرض نمایش عمومی گذاشته نشد.

## طراحی
طراحی هواپیمای آذرخش بر مبنای هواپیمای اف-۵ و بدون تغییرات قابل توجه انجام شد.
سابقهٔ طراحی هواپیمای جنگنده در ایران به بعد از انقلاب می‌رسد و طراحی این گونه هواپیماها کاملاً ایرانی و بومی بوده است. اولین بار پروژه طراحی و ساخت این هواپیماهای جنگنده توسط سرلشکر منصور ستاری فرمانده فقید نیروی هوایی ارتش جمهوری اسلامی ایران به صورت جدی و عملیاتی پیگیری و آغاز شد، هرچند تا پایان عمر او به اتمام نرسید ولی در سال ۱۳۷۶ رهبر جمهوری اسلامی ایران با اعطا نشان درجه یک هنر به سورنا ستاری فرزند سرلشکر منصور ستاری از او تقدیر و تجلیل کرد. متخصصین ایرانی طراح این هواپیماها استادان دانشگاه هوایی شهید ستاری و متخصصین صنایع دفاع از جمله سید مرتضی (سعید) ثنایی هستند. تجهیزات راداری و الکترونیک پرواز و نمایشگرها نیز برگرفته از F-5 هستند. این هواپیما نیز مانند اف-۵ فاقد قابلیت سوختگیری هوایی است.

## نیروی پیشران
جنگندهٔ آذرخش از همان پیشرانه اف-۵ استفاده می‌کند که به تعداد زیاد از قبل در اختیار ایران بود.

## مقایسه با اف-۵
هواپیمای آذرخش را می‌توان یک جنگنده اف-۵ دانست که در آن مساحت بال‌ها کمی افزایش یافته است. بارزترین تغییرات در سکان عمودی آن پدید آمده که می‌توان از آن‌ها به عنوان عوامل کنترل‌کنندهٔ مانورپذیری بسیار و بعضاً خارج از کنترل اف-۵ دانست. وزن این جنگنده در حالت عادی حدود ۸ تن و در حالت بیشینه میان ۱۵ تا ۱۸ تن است و می‌تواند ۴۰۰۰ تا ۴۵۰۰ کیلوگرم مهمات با خود حمل کند و حداکثر سرعت آن ۱٫۶ ماخ است. در مقام مقایسه وزن جنگنده اف-۵ئی ۴٬۳۱ کیلوگرم و حداکثر وزن آن ۱۱٬۲۱۳ کیلوگرم است. توانایی حمل ۲۳۰۰ کیلوگرم مهمات (انواع موشک، راکت، بمب و سوخت اضافی) را دارد و حداکثر سرعت آن هم ۱٬۶ ماخ (حدود ۱۷۰۰ کیلومتر بر ساعت) است.
جنگندهٔ اف-۵ نخستین پرواز خود را در سال ۱۹۵۹ انجام داده و از سال ۱۹۶۲ وارد ارتش آمریکا شد.

## ویژگی‌ها
هواپیمای اف-۵ و به تبع آن آذرخش به دلیل کوچکی توانایی حمل مقدار کمی سوخت را دارد که باعث کوتاه‌شدن برد هواپیما نسبت به هواپیماهای هم دورهٔ خود مانند اف-۴ می‌شود. (هواپیمای اف-۴ می‌تواند هم‌وزن هواپیمای اف-۵ سوخت با خود حمل کند). همین کمبود سوخت توانایی درگیری با اهداف هوایی و انجام جنگ هوایی را بسیار کاهش می‌دهد. به همین دلیل در جنگ ایران و عراق از این هواپیما بیشتر برای بمباران اهداف نزدیک، پشتیبانی نزدیک روی خط مقدم یا اسکرامبل پایگاه‌های هوایی استفاده می‌شد.

## درگذشت طراح و سازنده آذرخش
در تاریخ ۱۳۹۶/۰۱/۱۵ روابط عمومی نیروی هوایی ارتش اعلام کرد سید مرتضی ثنایی، طراح و سازنده جنگنده آذرخش در ۶۵ سالگی بر اثر بیماری درگذشت. ثنایی که سابقه ۶۰ ماه حضور در جبهه جنگ ایران و عراق را داشت، در مهرماه سال ۱۳۷۶ نشان هنر را از علی خامنه‌ای دریافت کرده بود. خامنه‌ای دربارهٔ ثنایی گفته بود: «آقای ثنایی دانشمند عزیزی است که فکر و ذهن و تجربه خود را برای ساخت این هواپیمای شکاری بمب افکن به کار انداخت و در انجام این کار افتخارآمیز هیچ‌گاه احساس یاس نکرد.»